# Milford (Michigan)
Milford is een plaats (village) in de Amerikaanse staat Michigan, en valt bestuurlijk gezien onder Oakland County.

## Demografie
Bij de volkstelling in 2000 werd het aantal inwoners vastgesteld op 6272.
In 2006 is het aantal inwoners door het United States Census Bureau geschat op 6578, een stijging van 306 (4.9%).

## Geboren
- Dax Shepard (1975), acteur

## Geografie
Volgens het United States Census Bureau beslaat de plaats een oppervlakte van
6,5 km², waarvan 6,3 km² land en 0,2 km² water. Milford ligt op ongeveer 282 m boven zeeniveau.

## Plaatsen in de nabije omgeving
De onderstaande figuur toont nabijgelegen plaatsen in een straal van 16 km rond Milford.